# Pócstelke
Pócstelke románul: Păucea, német nyelven Puschendorf, falu Romániában, Erdélyben, Szeben megyében.

## Fekvése
Medgyestől északra, Balázstelkétől keletre fekvő település.

## Története
Pócstelke nevét 1366-ban említette először oklevél Posteleke néven.
További névváltozatai: 1373-ban p. Poustelke, 1375-ben p. Powstelke, 1427-ben officialis de Pochthelke, 1587-ben Poczytelke, 1733-ban Poutsa, 1750-ben Poucsa, 1760–1762 között Pocstelke, 1805-ben Pocs-Telke, 1808-ban Pócstelke ~ Postelke, Puschendorf, Pocse, 1861-ben Pocstelke, Pócstelke, Potse, 1888-ban Pocstelke (Puschendorf), 1913-ban Pócstelke.
1441-ben Hari Mihály testvérei: Bálint, István és Katalin nevében is tiltja az erdélyi káptalant néhai Geréb György rájuk szállott Pochteke-i részbirtoka és a Sorokzo nevű jószág harmadrésze elfoglalásától (KmJkv 290). 
1526-ban Pochthelke-n Almási Tabiási János részbirtokos (4161), 1550-ben pedig Palotai Pálné Istvánházi Katalin Pochtelke-i elzálogosított részét átengedi Válaszúti János deáknak (4999).
1650 -1670 körül egy feljegyzés egy galambbúgos kapu-t is említett a gróf Székely-udvarház telkén (SzTA).
A trianoni békeszerződés előtt Kis-Küküllő vármegye Dicsőszentmártoni járásához tartozott.
1910-ben 621 lakosából 101 magyar, 95 német, 420 román volt. Ebből 94 református, 92 evangélikus, 419 görögkeleti ortodox volt.

## Források

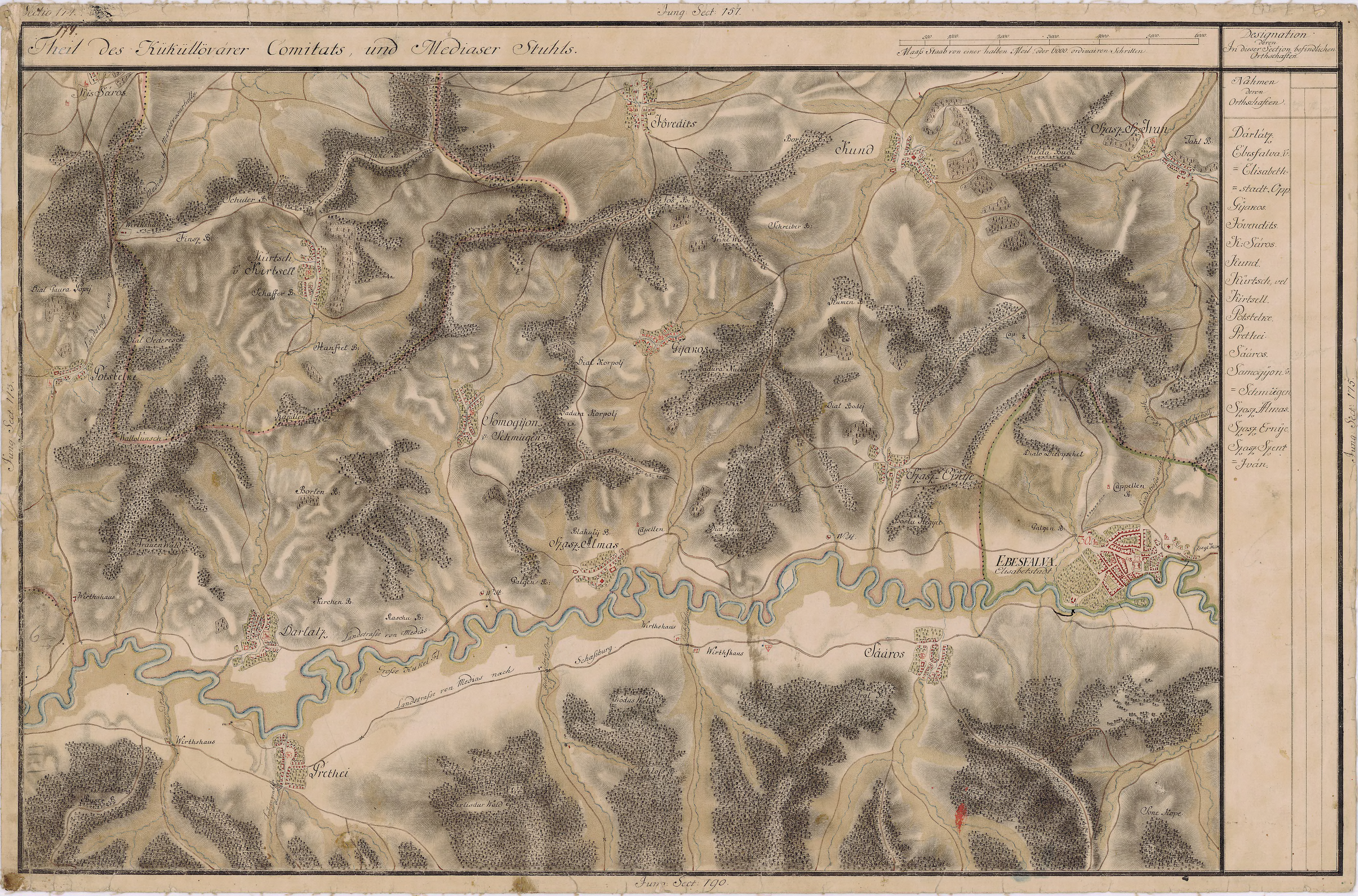
Pócstelke egy régi térképen

## Nevezetességek
- Evangélikus temploma
- Református temploma
- Görögkeleti ortodox temploma